# When You Dance I Can Really Love
When You Dance I Can Really Love ist ein Lied des kanadischen Singer-Songwriters Neil Young aus dem Jahr 1970. 

## Veröffentlichung
Das Lied erschien erstmals am 19. September 1970 auf dem Album After the Gold Rush und wurde am 12. Februar 1971 in den Vereinigten Staaten sowie im Mai 1971 in Japan als Single veröffentlicht.
Auf der CD-Veröffentlichung wurde der Titel jedoch mit When You Dance You Can Really Love falsch gedruckt. Der richtige Titel wird auf anderen Alben wie Live Rust angegeben. Er erscheint auch in Youngs handgeschriebenen Texten, die einigen Kopien des Albums beiliegen.

## Chartplatzierungen
When You Dance I Can Really Love stieg am 10. April 1971 für eine Woche in den US-amerikanischen Billboard Hot 100 ein. Die Single avancierte nach Cinnamon Girl (Juni 1970) und Only Love Can Break Your Heart (Oktober 1970) zum dritten Charthit für Young in den Vereinigten Staaten.
| ChartsChartplatzierungen       | Höchstplatzierung | Wochen |
| ------------------------------ | ----------------- | ------ |
| Vereinigte Staaten (Billboard) | 93 (1 Wo.)        | 1      |

## Coverversionen
- 1990: Anne Richmond Boston auf ihrem Album Big House of Time[7]